# Международный кодекс зоологической номенклатуры

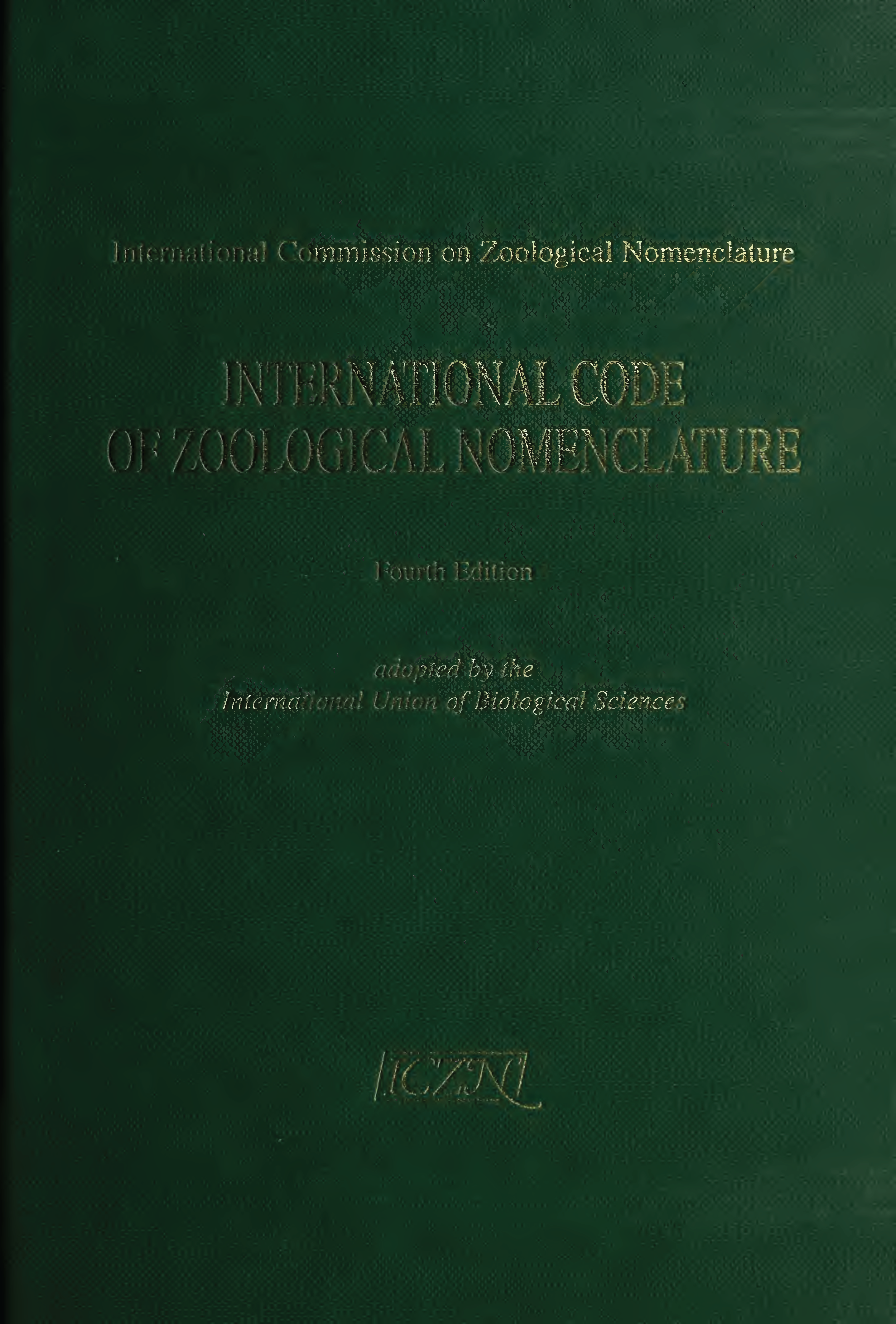
Четвёртое издание МКЗН

Международный кодекс зоологической номенклатуры (МКЗН) (англ. International Code of Zoological Nomenclature, фр. Code international de nomenclature zoologique) — международно признанный свод правил, касающихся употребления научных названий таксонов (систематических групп) животных. Очередная редакция Кодекса утверждается на международных зоологических конгрессах. В настоящее время действует четвёртое издание Кодекса, вступившее в силу с 1 января 2000 года. По традиции официальные языки Кодекса — французский и английский (версии, опубликованные на этих языках, считаются эквивалентными друг другу и публикуются одновременно). Все издания Кодекса, начиная со второго (1964), переведены на русский язык.

## История Кодекса
Истоки Кодекса восходят к концу первой трети XIX века. Необходимость разработки правил, регулирующих образование новых названий и применение старых, была связана с номенклатурным хаосом, царившим в это время. Увеличение числа авторов, публикующих работы по зоологии, недостаточная интенсивность научной коммуникации, недостаточно детальные описания, не дававшие возможности опознать описанное в литературе животное, и ослабление дисциплинирующего влияния устаревших к тому моменту сочинений Линнея, привели к тому, что в разных странах начали формироваться свои местные системы научных названий. Одни и те же виды нередко получали различные названия, одинаковые названия давали различным группам, разбираться во всем этом становилось все сложнее и сложнее. В конце 1830-х гг. в Англии был создан специальный комитет, в задачи которого входила разработка правил, которые могли бы поставить зоологическую номенклатуру на прочный фундамент. В состав комиссии вошел ряд известных натуралистов того времени, в их числе Ричард Оуэн, Чарлз Дарвин, Джон Генсло, Джон Вествуд и другие. Наиболее деятельное участие в работе комиссии принял Хьюго Теодор Стриклэнд.
В результате работы этого комитета был разработан первый национальный свод номенклатурных правил, принятый на заседании Британской ассоциации содействия науке (BAAS) в 1842 году. В течение XIX века на основе «кодекса Стрикленда», как стали называть эти правила, было принято несколько национальных и международных кодексов. Они отличались друг от друга небольшими, но существенными деталями, и к концу XIX века потребовались новые реформы, направленные на унификацию номенклатурных правил.
На третьем международном зоологическом конгрессе в Лейдене (1895 год) была создана Международная комиссия по зоологической номенклатуре, функционирующая и по сей день. Благодаря деятельности первой международной комиссии были разработаны международные правила зоологической номенклатуры, принятые в 1901 году и официально опубликованные в 1905 году на трех языках: немецком, английском и французском. Их последующие издания, начиная с первого, вышедшего в 1961 году, известны под именем Международных кодексов зоологической номенклатуры. Второе издание вышло в 1964 году, третье — в 1985 году.
С 2012 года признаются и электронные публикации, изданные с соблюдением определённых условий. В том числе, работа должна быть зарегистрирована в ЗооБанке (официальном сайте Международной комиссии по зоологической номенклатуре) перед тем как будет опубликована.